# Glenea orichalcea
Glenea orichalcea là một loài bọ cánh cứng trong họ Cerambycidae.